# Görlitz (stacja kolejowa)
Görlitz – stacja kolejowa w Görlitz, w kraju związkowym Saksonia, w Niemczech. Znajdują się tu 4 perony.

## Przejście graniczne
| Görlitz                    |  |                 |
| Linia 6211 (DE) / 274 (PL) |  |                 |
|                            |  | Granica Państwa |